# Sickla IF
Sickla IF är en idrottsförening från Nacka i Stockholms län. Klubben bedriver fotboll, futsal och innebandy.
Klubben bildades 1938 som Atlas Diesels IF, som 1955 blev Atlas Copco IF. En majoritet av medlemmarna var i många år anställda på Atlas Copco, men de sista åren då namnet användes fanns ingen koppling till företaget förutom just namnet. I februari 2008 ändrades namnet till Sickla IF. Endast skidsektionen valde att inte byta utan bröt sig ut och lever vidare under namnet Atlas Copco IF Skidor.

## Ishockey
Klubben gjorde flera säsonger i Sveriges högsta division i ishockey under 1940-talet och 1950-talet. Inför säsongen 1976/1977 slogs ishockeysektionerna i Nacka SK, Skuru IK och Atlas Copco IF samman till NSA-76, som 1980 bytte namn till Nacka HK.
Säsonger
Atlas Diesel steg snabbt i seriehierakin och nådde 1945 (sju år efter bildandet) högsta serien.
| Säsong                                            | Division                 | Placering       | Vårserie                                   | Playoff/Kval                                     |
| Atlas Diesel IF                                   | Atlas Diesel IF          | Atlas Diesel IF | Atlas Diesel IF                            | Atlas Diesel IF                                  |
| ------------------------------------------------- | ------------------------ | --------------- | ------------------------------------------ | ------------------------------------------------ |
| 1938/1939                                         | Stockholmsserien Klass 6 | 4               |                                            |                                                  |
| 1939/1940                                         | Stockholmsserien Klass 6 | 1               | uppflyttade                                |                                                  |
| 1940/1941                                         | Stockholmsserien Klass 5 | 3               |                                            |                                                  |
| 1941/1942                                         | Stockholmsserien Klass 3 | 2               |                                            |                                                  |
| Oklart vilken division man spelade i åren 1942–44 |                          |                 |                                            |                                                  |
| 1944                                              |                          |                 |                                            | SM: Utslagna i första kvalomgången av Forshaga   |
| 1944/1945                                         | Division II Södra        | 1               | uppflyttade                                |                                                  |
| 1945/1946                                         | Division I Norra         | 5               | 2:a i kvalserien, nerflyttade              | SM: Utslagna i andra omgången av Wifsta/Östrand  |
| 1946/1947                                         | Division II Östra        | 1               | Kval: Besegrar Djurgårdens IF, uppflyttade |                                                  |
| 1947/1948                                         | Division I Södra         | 5               | nerflyttade                                | SM: Utslagna i första omgången av Forshaga       |
| 1948/1949                                         | Division II Södra A      | 1               | Kval: Besegrar Sleipner, uppflyttade       |                                                  |
| 1949/1950                                         | Division I Södra         | 6               | nerflyttade                                | SM: Utslagna i första omgången av IFK Norrköping |
| 1950/1951                                         | Division II Södra A      | 3               |                                            | SM: Utslagna i kvalomgången av Sundbyberg        |
| 1951/1952                                         | Division II Södra A      | 1               | Kval: Besegrar Stefa, uppflyttade          |                                                  |
| 1952/1953                                         | Division I Norra         | 4               |                                            |                                                  |
| 1953/1954                                         | Division I Norra         | 6               | nerflyttade                                |                                                  |
| 1954/1955                                         | Division II Östra        | 4               |                                            |                                                  |
| Atlas Copco IF                                    |                          |                 |                                            |                                                  |
| 1955/1956                                         | Division II Östra A      | 6               | nerflyttade                                |                                                  |

Anmärkningar
1. ↑  Detta år stardade Division II och flera lag från Stockholmsserien Klass 1–3 flyttades dit och Stockholmsserien minskades till 5 klasser.

## Kända personer i Sickla/Atlas
- Kurt Kjellström - Ishockey-, fotbolls- och bandyspelare.
- Roland Stoltz - Ishockeyspelare och svensk landslagsman
- Stig Emanuel "Stickan" Andersson - sexfaldig svensk mästare med Hammarby Hockey.
- Ruben Carlsson - Äldsta spelaren någonsin i ishockeyns högsta serie i Sverige.